# Acolastus lygaeus
Acolastus lygaeus es un insecto coleóptero de la familia Chrysomelidae.
Fue descrita científicamente por primera vez en 1965 por Jablokov-Khnzorian.